# Asahi, Chiba

Asahi (旭市 Asahi-shi?) este un municipiu din Japonia, prefectura Chiba.